# Суперечка навколо угоди щодо купівлі винищувачів Dassault Rafale

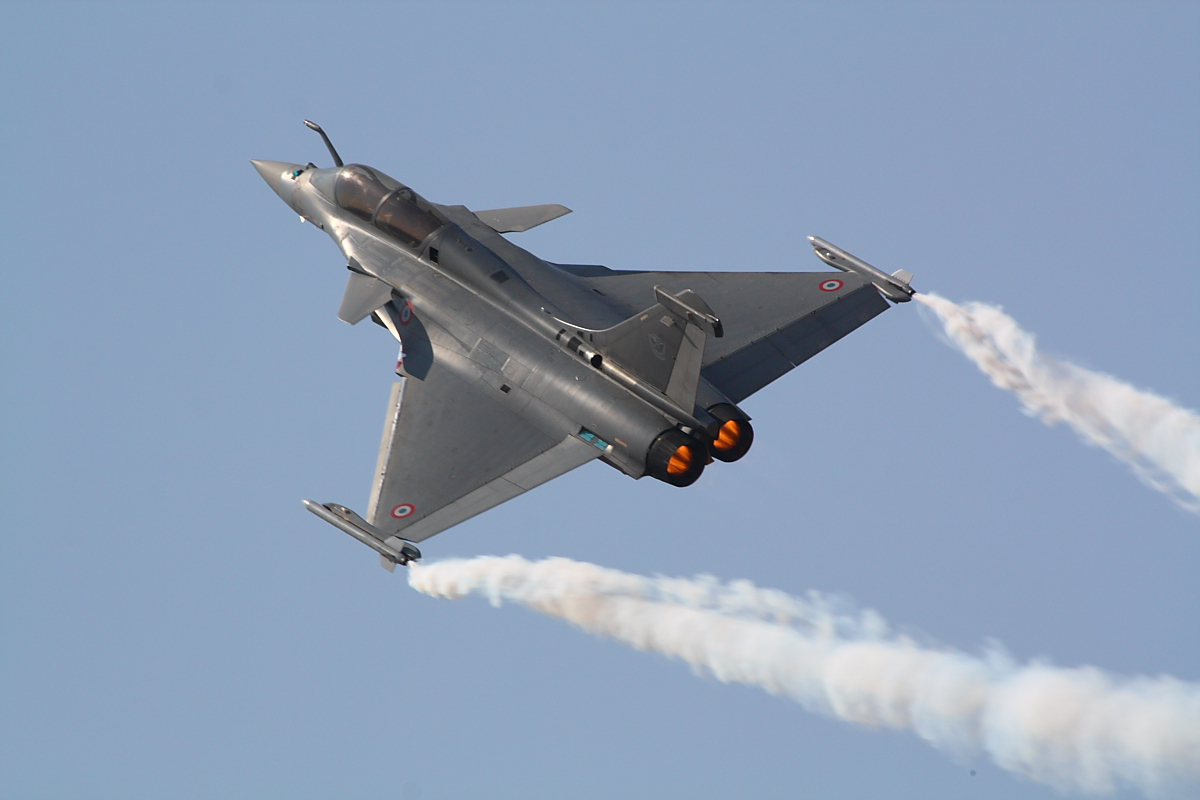
Dassault Rafale на авіасалоні Аеро Індія, 2017 рік.

Суперечка щодо угоди купівлі винищувачів Dassault Rafale — це політична суперечка, що виникла в Індії та пов'язана з покупкою 36-ти багатоцільових винищувачів, за оціночною вартістю 8 мільярдів євро, для Міністерства оборони Індії, виробництва французької компанії Dassault Aviation. Причини угоди полягають у конкуренції MRCA в Індії, а саме, багатомільярдному контракті на поставку 126 багатоцільових бойових літаків Індійських ВПС.
Остаточне юридичне рішення щодо угоди було прийняте Верховним Судом Індії 14 листопада 2019 року. Воно скасовувало всі клопотання про перегляд судового рішення грудня 2018 року та підтримало угоду про закупівлю Rafale, заявивши, що при її укладанні жодних фактів порушення або корупції не було виявлено.

## Передісторія

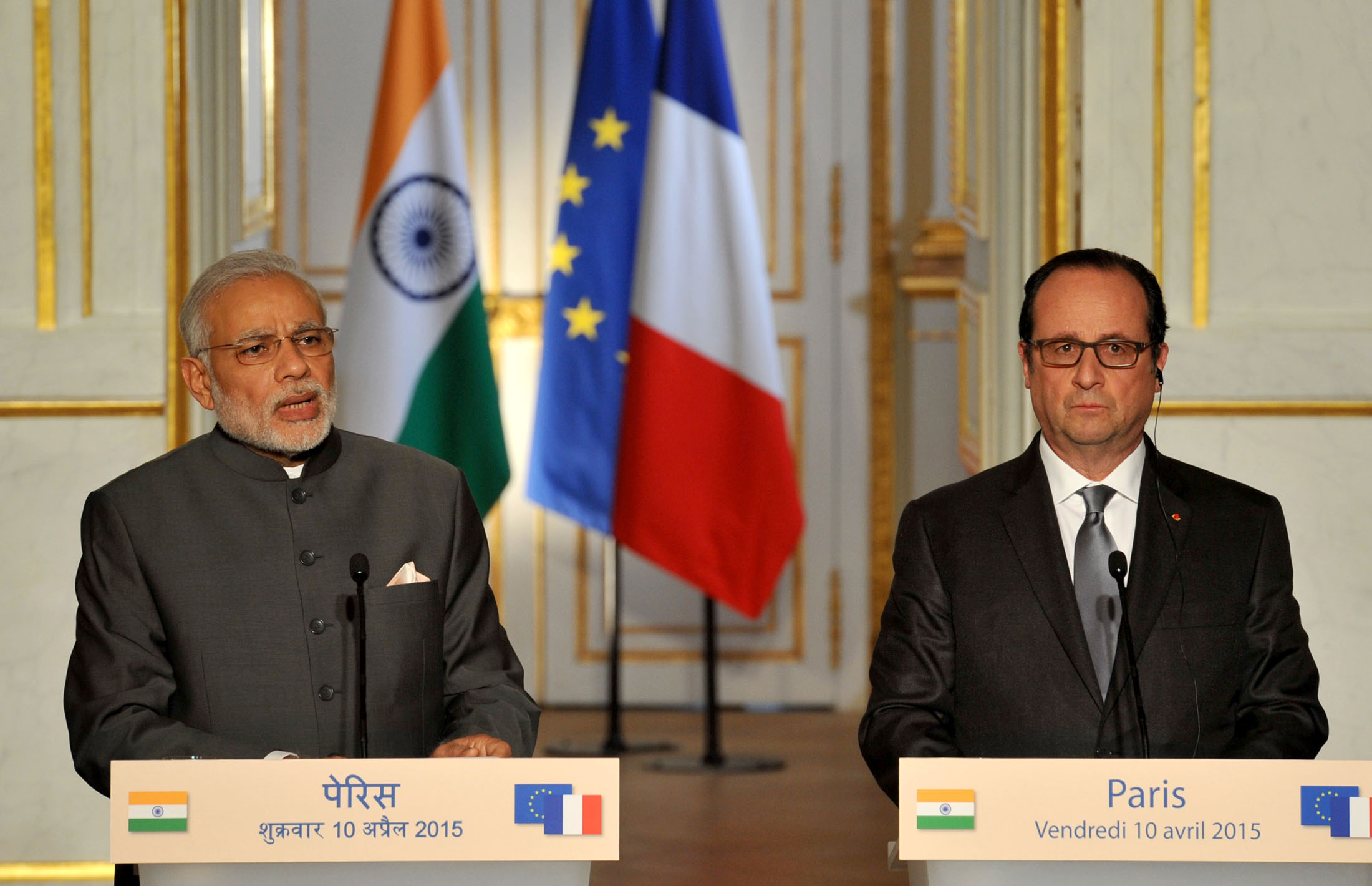
Нарендра Моді та Франсуа Олланд на спільній прес-конференції 10 квітня 2015 року, де Моді оголосив про намір придбати 36 винищувачів

31 січня 2012 року Міністр Оборони Індії повідомив, що концерн Dassault Aviation став переможцем тендеру щодо постачання Повітряним силам Індії 126 багатоцільових винищувачів, з опціоном на ще 63 додаткові літаки. Перші 18 літаків, що були поставлені Dassaul Aviation, були повністю збудовані у Франції, тоді як решта 108 літаків мали бути створені за ліцензією підприємством Hindustan Aeronautics Limited (HAL), з використанням технологій компанії Dassault. Rafale були обрані як літаки, що мають найдешевший життєвий цикл, такий як комбінація вартості закупівлі, сорокарічної експлуатації та перенесення технологій виробництва. Переговори з компанією Dassault затягнулися через розбіжності щодо гарантії виробництва літаків на підприємстві HAL. Індія хотіла, щоб Dassault забезпечив якісне виробництво літаків компанією HAL, проте виробник відмовився це робити. В січні 2014 року було повідомлено, що вартість угоди зросла до 30 мільярдів доларів, з вартістю одного літака у 120 мільйонів доларів. В лютому 2014 року, міністр оборони Індії сказав, що процедура обчислення вартості життєвого циклу була переглянута та контракт не міг бути підписаний у 2013-14 фіскальному році через бюджетні обмеження.В березні 2014 року, концерни HAL та Dassault Aviation підписали робочу частину угоди щодо керування ліцензованим виробництвом. Після загальноіндійських виборів, що пройшли в квітні-травні 2014 року, Національний Демократичний Альянс, який очолювала партія Брахатія Джаната, взяла контроль над урядом Об'єднаного Прогресивного Альянсу, який очолював Індійський Національний Конгрес.
Оскільки розбіжності навколо вартості та гарантії виробництва літаків на заводах HAL продовжувалися, міністр оборони Манохар Парікар сказав, що літаки Су-30 можуть бути придбані як альтернатива Rafale. Командувач повітряних сил, маршал Аруп Раха не погодився, сказавши, що Су-30 та Rafale мають різний потенціал: «вони були у різних категоріях» — сказав він. В лютому 2015 року, було сказано, що купівля Rafale буде спрямована на скасування, оскільки її вважали найнижчим учасником через недоліки в заявці Dassault. 25 березня 2015 року, Ерік Трапіер сказав, що хоча угода забрала чимало часу, вона була завершена на 95 %.
Під час офіційного візиту до Франції в квітні 2015 року, Прем'єр-міністр Індії Нарендра Моді анонсував, що Індія придбає 36 повністю збудованих Rafale, адже, цитуючи його: «це критична оперативна необхідність». В липні 2015 року, міністр оборони Манохар Парікар проінформував агентство «Раджа Сабха», сказавши, що тендер на 126 літаків було вилучено та розпочато переговори щодо укладання нового договору на 36 літаків. В січні 2016 року Індія та Франція підписали меморандум про взаєморозуміння щодо придбання 36 літаків без доопрацювання остаточної ціни купівлі. В травні 2016 року, 2 сторони дійшли до суми 7.87 млрд євро для угоди, порівняно з 11.8 млрд євро в квітні 2015 та 8.6 млрд євро в січні 2016. Цитуючи неназваних урядовців, видання Press Trust of India сказало що зменшення в ціні було пов'язане з зміною в формулі з фіксованих 3.9 % до плаваючої ставки посилаючись на Європейський індекс інфляції разом із обмеженням у розмірі 3.5 %.

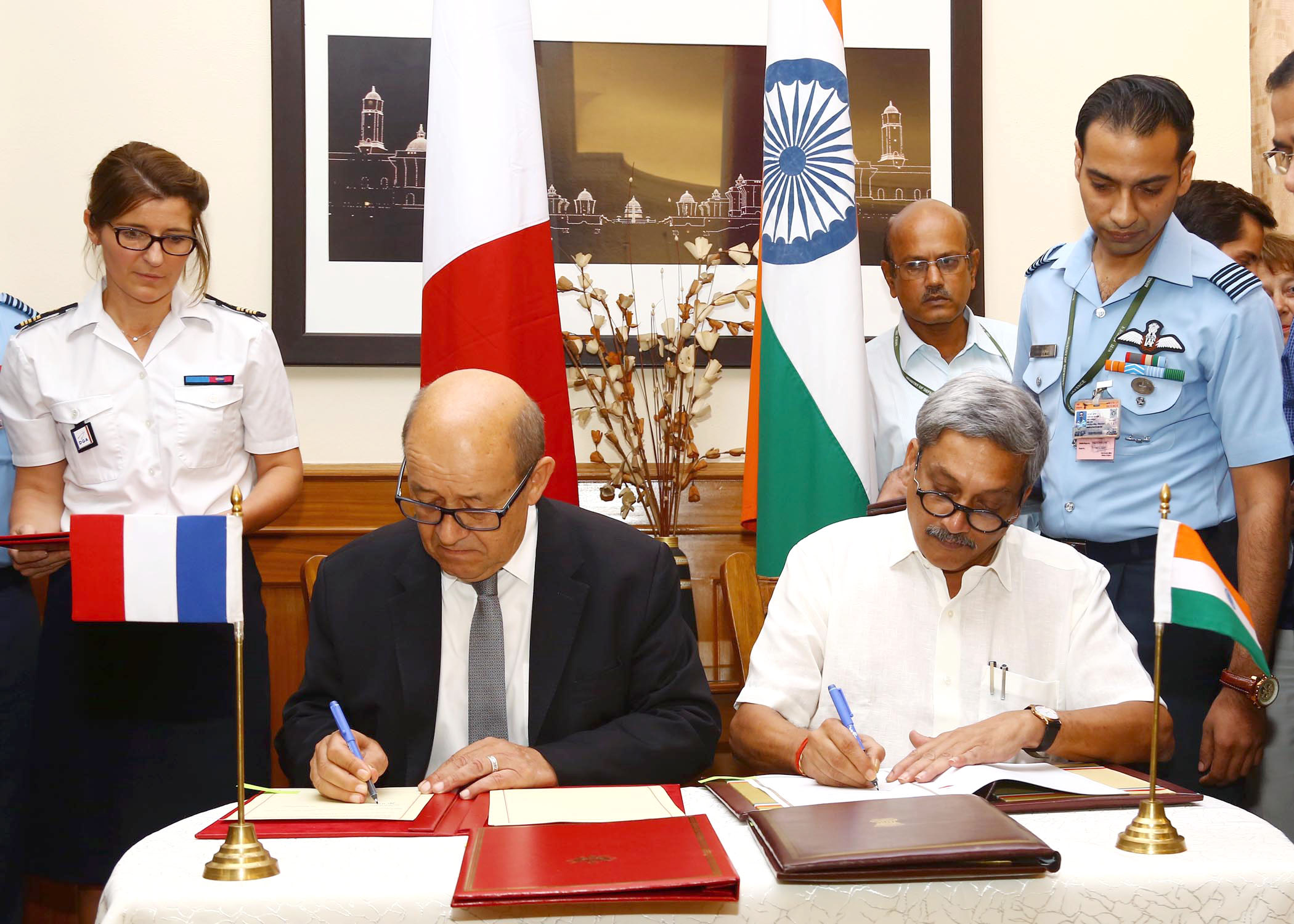
Жан-Ів Ле Дріан та Манохар Паррікар підписали міжурядову угоду щод Rafale у вересні 2016 року

У вересні 2016 року, Індія та Франція підписали міжурядову угоду щодо закупівлі 36 літаків після оформлення з Індійським комітетом кабінету міністрів з національної безпеки. Згідно з виданням Hindu, посилаючись на військові джерела, угода передбачала багато компонентів, що переважали ті, що були в першому варіанті угоди, особливо в контексті озброєння. Було сказано, що Індія придбає 28 одномістних літаків вартістб 91.1 мільйона євро за одиницю, та 8 двомістних літаків вартістю 94 мільйони євро за одиницю. Угода також включала індивідуальне покращення для Повітряних сил Індії загальною вартістю 1.8 млрд євро, пакет озброєння коштуватиме 710 мільйонів євро та угода щодо системи логістики коштуватиме 353 мільйони євро. Закупівля систем озброєння включала в себе ракетне озброєння повітря-повітря типу MICA та Meteor, і ракети повітря-земля типу Storm Shadow. Специфічні покращення для Індії, серед іншого, включали в себе інтеграцію Ізраїльського надшоломного дисплею, приймачі радіоелектронної сигналізації та низькочастотні заглушки.
Угода включала в себе 50 % офсетної частини, яка вимагала, щоб компанії, що беруть участь в угоді- в першу чергу Dassault, Thales, Safran та MBDA, інвестували 50 % вартості контракту (близько 3.9 мільярда євро) в Індію, з 30 % від загалу (приблизно 1.2 млрд євро) зарезервували для Організації військових спостережень та розробок. З цих 50 %, 74 % (приблизно 2.9 млрд євро) повинні були надійти від придбання товарів та послуг в Індії, яка очікувала підтримати урядові спроби посприяти Індійському оборонному виробництву
3 жовтня 2016 року Reliance Group та Dassault Aviation виступили зі спільною заявою, анонсувавши створення об'єднаного підприємства Dassault Reliance Aerospace Limited (DRAL), яке зфокусувалося на авіаконструкції, електроніці та двигунах так як заохочення науково-дослідницькох проектів в рамках ініціативи (IDDM). Dassault вирішив інвестувати понад потрібні 100 млн євро в спільне підприємство, в рамках своїх обов'язків. З січня 2018 року в місті Нагпур, спільне підприємство виробляти компоненти для серійного літака Falcon 2000, такі як ніс, кабіна пілотів та двері, пристрої DRAL. Незважаючи на наявність нульового досвіду в частині виробництва літаків, коли Reliance Group була вибрана як партнер HAL, сумніви були викликані близькістю сім'ї Амбані з прем'єр-міністром Нарендрою Моді.

## Ствердження

### Заяви про зростання цін
На наступний день після підписання угоди між Францією та Індією, представник Національного конгресу Індії Маніш Теварі просила оприлюднити деталі угоди та дізнатися, чи не завищили вартість одного літака. Через кілька місяців, в листопаді 2016 року, міністр оборони Субхаш Бхамр повідомив, що вартість одного літака Rafale придбаного за програмою IGA становила приблизно 670 крор. В листопаді 2017, конгрес, який очолював Рандіп Сурджевала, стверджував, що при придбанні Rafale були обхідні процедури закупівель, і їх ставили під сумнів, чи не зростала вартість літака. Міністр оборони Нірмала Сітхараман відмовила у звинуваченнях щодо неправильності проведення процедур та сказала, що схвалення з Кабінету безпеки та оборони досягнуто після підписання з IGA. Вона сказала, що ціни не могли бути порівняні з тендером на 126 літаків та з угодою на 36 літаків, адже це різні домовленості. Командувач повітряних сил, маршал Бірендер Сінгх Дханоа також відмовився від заяви та сказав, що угода на 36 літаків була підписана з кращими термінами ніж та, що була укладена під час тендеру за програмою MMRCA. Французький уряд також офіційно відкинув заяву щодо порушення процедур укладання.
В інтерв'ю колишній командувач повітряних сил Арур Раха сказав, що оборонні процедури укладання договорів дозволяють міжурядові закупки та необходили процедури підписання з IGA. Він додав що угода на 36 літаків була зі знижкою, аніж попередня пропозиція, та мала краще технічне обслуговування та пакет озброєння, включаючи забезпечення навчанням, кращий логістичний пакет та 2 літаки обслуговування та капітальний ремонт об'єктів, яких не було в попередній пропозиції. Він сказав, що багато суперечок були навколо порівняння вартості з різними основами та різними модифікаціями.

### Заяви щодо фаворитів

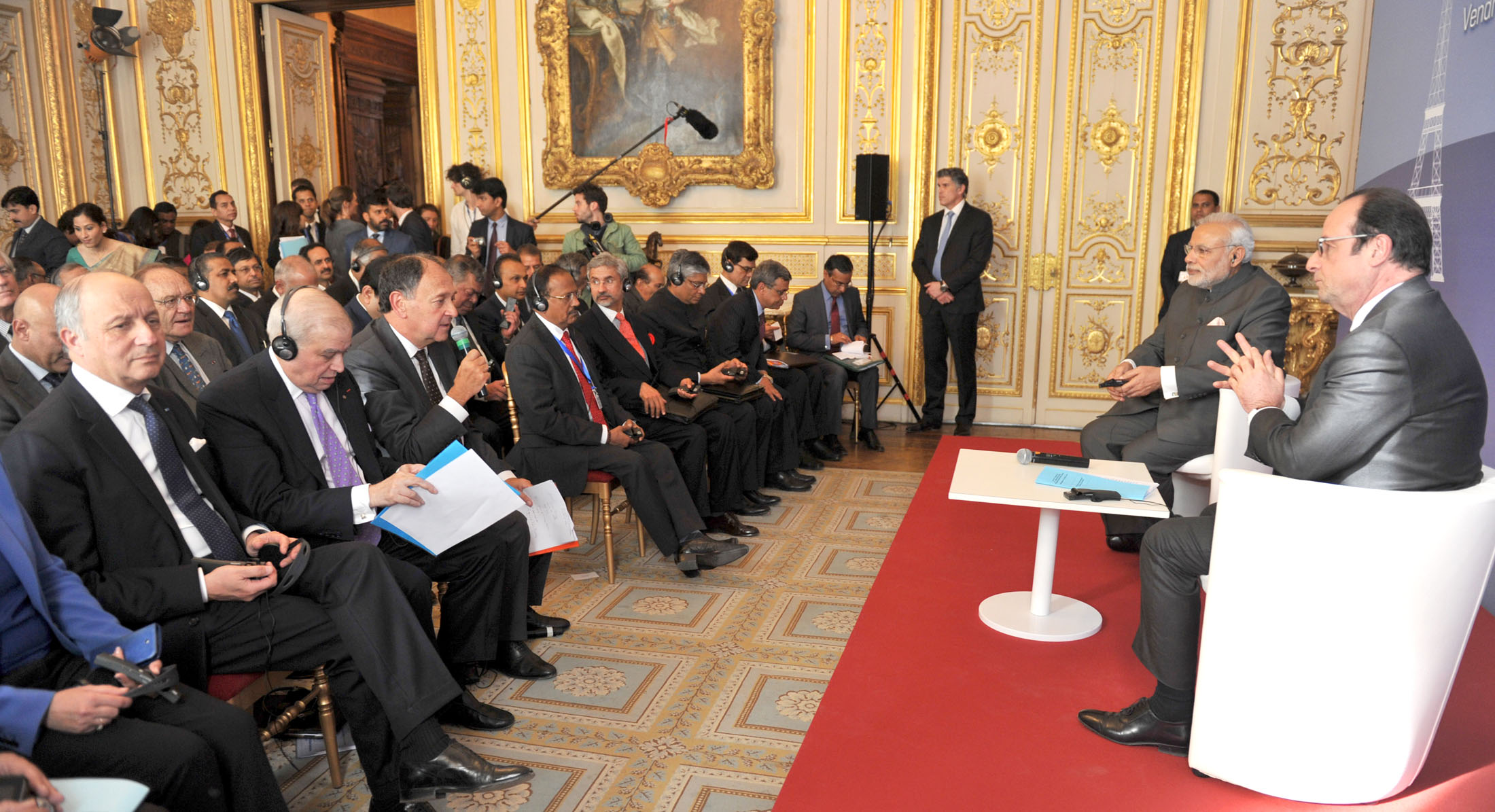
Моді та Олланд під час зустрічі з індо-французьким форумом генерального директора 10 квітня 2015 року. Аніла Амбані можна побачити у другому ряду, в навушниках.

В листопаді 2017 року, Конгрес, який очолював Рандіп Сурджевала заявив, що HAL обходив контракт з Rafale та запитав у присутнього Аніла Амбані в Франції під час анонсування індійським прем'єром закупівлі 36 літаків. Він також заявив, що необхідне схвалення урядом не потрібно здобувати після створення спільного виробництва між Dassault Aviation та Reliance Defence Limited. Віце-президент Конгресу Рауль Ганді звинуватив Індійського прем'єр-міністра Нарендру Моді у відмові від вимог ліцензування державного підприємства HAL забезпечивши конфіденційність, переконавшись, що приватний Reliance Defence Limited здобув офсетний контракт з концерном Dassault.
Renial Defense Limited Аніла Амбані спростував звинувачення Сурджевали і опублікував заяву про те, що він був присутнім як член Індо-французького форуму генерального директора. Доповідь також додавала, що для іноземних інвестицій більших за 49 % не потрібно урядове схвалення. Reliance також попросив у Конгресу під загрозою судом зняти з нього всі звинувачення.
Міністр оборони Нірмала Сітхараман відмовила у заявах та сказала, що перенесення технологій на HAL не є економічно доцільним для такого малого контракту на 36 літаків, адже це була термінова покупка, щод виконати десятирічну затримку. Вона сказала, що урядове схвалення не було потрібне для спільного підприємства між двома приватними компаніями.Командувач Повітряних сил Маршал Бірендер Сінгх Дханоа також відмовив у заявах та додав, що технології неможливо було б перенести на завод. Офіційно французький уряд також відхилився від заяв, сказавши що офсетний контракт не міг бути переданий чотирма компаніями, включаючи Dassault та інші 500 компаній, що були загалом задіяні.

## Суперечка

### 2017 рік
Під час передвиборчої кампанії до Законодавчих Зборів Гуджарави, Рагуль Ганді підняв питання угоди щодо Rafale та атакував Нарендру Моді. Він повторював заяви щодо завищення ціни та прихильності до Reliance Defence Limited. Колишній міністр оборони Маноар Парікар виправдовував вартість, сказавши що вартість літака часто затьмарюється вартістю життєвого циклу самої машини. Він сказав, що нова угода включає кращу вартість інтегрованого нашоломного дисплея та угоди щодо належної експлуатації. Він звинувачував свого попередника в попередньому уряду Об'єднаного Прогресивного Альянсу затримці покупки та створення сумнівів навколо найнижчої ціни.
В грудні 2017 року, Нірмала Сітхараман проінформувала видання Rajya Sabha, що IGA має кращу ціну на літак разом з покращеним пакетом підтримки та швидшим графіком доставки, й хоча вона визнала, що пряме порівняння цін не було можливе через різні умови. Вона додала, що укладені під тендер MMRCA угоди дійшли до глухого кута та закупка 36 літаків була як критична необхідність для Індійських повітряних сил

### Бюджетна сесія парламенту Індії 2018 року
В лютому 2018 року, у відповіді на вимоги з зробити деталі угоди публічними, Нірмала Сітхараман сказала, що деталі були засекреченими під час підписання безпекової угоди між урядами Франції та Індії у 2008 році. Вона сказала, що ні державні, ні приватні компанії не були включені в програму IGA. Рауль Ганді заявив, що секретність навколо ціни була доказом шахрайства. Рандіп Сурджевала заявила, що компанія Eurofighter GmbH мала зменшену ціну на свої Typhoon на 20 % та запитала, чому її не було розглянуто. У відповідь, Міністр Оборони показав документ, сказавши що парламент мав бути проінформований з приблизною вартістю літака та тим, що розкриття предметної вартості порушить угоду про національну оборону 2008 року. Документ підтверджував, що Dassault Aviation ще не вибрав своїх «офсетних» партнерів, але може це зробити. На запитання щодо Eurofighter, в документі зазначалося що попередній уряд також мав відхилити небажану заявку від Eurofighter, що було зроблено кількома днями після того як було оголошено найнищу ціну у 2012 році. Міністр фінансів і колишній міністр оборони Арун Джейтлі захищав позицію уряду, наводячи приклади двох випадків, коли міністри попереднього уряду УПА заявляли, що деталі витрат на озброєння є класифікованими, і заявляв, що таких випадків було в цілому 15. Рауль Ганді відповів, презентувавши 3 приклади, де міністри попереднього уряду мали забезпечити ціноутворення оборонної угоди. Комуністична партія Індії приєдналася до Конгресу у вимогах зробити публічними деталі купівлі літаків. Партія Ама Адмі заявила, що корупційна складова була включена в угоду щодо «Рафалів» та повторювала заяви, щодо підвищення ціни.
В інтерв'ю виданню The Times of India, колишній командувач повітряних сил Аруп Раха сказав, що угода MMRCA зруйнувала розбіжності між HAL та Dassault Aviation відносно вартості та контролю якості. Він сказав, що єдодаткові результати в новій угоді, такі як озброєння, технічна підтримка, тренувальна інфраструктура та система логістики. Він додав, що він мав розмову з Манохаром Парікаром після того, як рішення придбати 36 літаків було прийняте.
India Today та The Economic Times, цитуючи неназваних чиновників з Міністерства оборони, доповіли, що ціна яка була укладена під час попереднього уряду склала 99 мільйонів євро за літак без озброєння та інших девайсів, тоді як вартість того самого літака під час нової угоди була 91 мільйон євро. Вони додали, що нова угода включала додаткові умови, такі як ракета «повітря-повітря» «Метеор», яка була відсутня в угоді MMRCA. The Indian Express також цитуючи неназваних урядовців, вказувала, що вартість в 79 млн євро, посилаючись на лідера конгресу, була пропонована для програми MMRCA концерном Dassault від 2007 року та не включала коефіцієнт інфляції в 3.9 %, що в кінцевому результаті створило вартість літака в 100 млн євро у 2015 році. Доповідь з детальною вартістю в новій угоді у 91.7 млн євро за один літак, 1.8 млрд євро на запчастини, 1.7 млрд євро на погодне та місцеве налаштування, 7101 млн євро на озброєння та 353 млн євро на систему логістики, і це все з урахуванням інфляції у 3.5 %.
В інтерв'ю виданню India Today, президент Франції Емануель Макрон сказав, що деталі угоди мали зберігатися в секреті відповідно до комерційних інтересів компаній залучених в договорі та він не буде мати жодних заперечень серед індійського уряду, який вирішив відкрити деякі деталі угоди, не забуваючи про комерційність. Кількома днями пізніше Індія та Франція підписали нову угоду, що керувалася класифікованим обміном інформації між двома країнами щоб замінити аналогічну угоду підписану в 2008 році, термін якої збігав у 2018 році.
Лідер Конгресу Гулам Наді Азар та колишній міністр оборони Джитендра Сингх, цитуючи щорічну лоповідь Dassault, заявили, що Єгипет та Катар повинні були заплатити меншу ціну, ніж Індія. Вони заявили, що придбання 36 літаків замість 126 неблагополучно вплинуло на національну безпеку. Гендиректор Dassault Ерік Трап'є у відповідь сказав, що кількість не булапорівнювальна з індійською загалом, включаючи вартість Mirage 2000, технічна підтримка для якого у кожній країні була різною. Він сказав, що індійська угода включала підтримку й після покупки, що не було присутнє в жодній іншій угоді. 12 березня 2018 року, Субхаш Бхамра проінформував видання Rajya Sabha, що вартість одного Rafale була приблизно 101,5 млн євро, хоча ця вартість не включала додаткового обладнання, озброєння, особливих індійських побажань, технічної підтримки та обслуговування.
23 березня 2018 року Конгрес приєднався до партії Телугу Десам в бажанні висловити уряду недовіру. В квітні 2018 року Рауль Ганді заявив, що 45 00 крор було вкрадено і віддано «промисловому другу», посилаючись на Аніла Амбані. В травні 2018 року Рауль Ганді заявив, що UPA мала завершити угоду з придбання Rafale за 105 млн євро, але Моді скасував контракт щодо передачі технологій на HAL та віддав його компанії свого друга, посилаючись на Reliance Defence Limited. В червні 2018 року, було доповідано, що генеральний аудитор Індії був близький до завершення своєї доповіді щодо придбання Rafale.

### Сесія парламенту Індії 2018 року
Клопотання щодо невпевненості було піднято 20 липня 2018. Під час дебатів, Рауль Ганді приписував собі, що Ситхараман мав відмовитися забезпечувати інформацію, щодо деталей вартості придбання Rafale, спираючись на конфіденційність угоди, але Макрон розповів йому що подібне в угоді не існувало. Він повторив заяви щодо підвищення ціни та стверджував, що промисловець отримав вигоду у 45 000 крор. Він також повторив питання підняті Азадом і Сингхом відносно порівняння вартості Rafale між Єгиптом, Катаром та Індією. Ситхараман спростував заяви та сказав, що конфіденційність угоди була підписана міністром Антоні 25 січня 2008 та відображалася підписантами в угоді. Французьке МЗС випустило документ, що суперечив заявам Ганді, говорячи, що конфіденційність угоди, підписаної в 2008 році, застосовувалася в новій угоді, підписаній у 2016 році. Документ також приводив інтерв'ю Макрона виданню India Today щодо нездатності повідомити усі деталі. Рауль Ганді відмовився поступитися та сказав, що він підтримав вимоги. Нарендра Моді відхрестився від заяв про проступок, посилаючись на спільний звіт Індійського та Французького урядів. Спікер Конгресу Ананд Шарма підтримав Рауля Ганді, сказавши, що він був присутній коли Ганді запитав у Макрона, чи мають французи обурення проти розкриття цін, на що той відповів негативно. Він стверджував, що тільки секретна інформація було захищена від розкриття, але ціна вважалася комерційною інформацією.
Міністр юстиції Раві Шанкар критикував Рауля Ганді за втягнення Макрона в суперечку та сказав, що уряд НДА мав придбати Rafale за ціною, що була на 9 відсотків нижчою, ніж та, яка обговорювалася попереднім урядом. Він сказав, що пропозиція Dassault була 79,3 мільйона євро за один літак у 2007 році, але після підвищення ставки ціна зросла до 100.85 мільйонів євро. Він додав, що якщо порівнювати цю суму з 91.75 млн євро угоди IGA, то остання має 9-ти відсоткову знижку. Він сказав, що розголошення інших елементів ціни, таких як специфічна індійська модернізація, не буде в національних інтересах та процитував кілька прикладів, коли міністри з попереднього уряду відмовлялися розкривати деталі на подібній основі.
Пресс-секретар Конгресу Рандіп Сурджевала сказав, що включення Reliance Defence за 12 днів до оголошення Нарендри Моді про придбання Rafale в квітні 2015 було доказом кланового капіталізму, що прирвело до рішення Dassault щодо партнерства з недосвідченим Reliance Defence в жовтні 2016.. Він також додав, що Reliance Aerostructure була введена на 14 день після оголошення та отримання цією структурою ліцензії 22 лютого 2016 року. Він також засумнівався у звіті міністра оборони, що жодна інша компанія не була вибрана як партнер Dassault окрім Reliance Defence. Також він виділив презентацію Reliance для інвесторів, де вказувалося, що базова комплектація Rafale коштувала 30 000 крор, а життєвий цикл машини коливався в районі 100 000 крор. Рауль Ганді написав у своєму Твітері, що Reliance мав отримати обидва контракти загальною вартістю у 130 000 крор, назвавши це крадіжкою. Конгрес вимагав, щоб спільний парламентський комітет повинен був розслідувати угоду
Генеральний директор Reliance Defence Раджеш Дінгра сказав, що його підприємство не мало отримати жодного Rafale контракту від міністерства оборони. Він сказав, що Dassault не мав інформації від міністерства про офсетних партнерів до вересня 2019 та поширив, що компенсації могли бути обраховані після того, як всі французькі компанії, які були залучені до контракту, розкрили свою інформацію міністерству. Він сказав, що Reliance не могли отримати 30 000 крор компенсації, так як частка Dassault складала всього 25 %. Щодо недосвідченості Reliance, він сказав, що спільне підприємство- Dassault Reliance Aerospace Limited мало 90 років досвіду Dassault. Він сказав, що Reliance вступив у сферу оборони у далекому 2014 та включив до себе безліч компаній вже через місяць роботи. Він спростував зв'язок із реєстрацією та заявами Моді, назвавши їх надуманими.
Арун Шурі, Яшвант Сінха та Прашант Бушан вимагали провести аудит угоди Rafale та заявляли, що відбулося підвищення ціни близько 1000 крор за одиницю. Вони додали, що літаки були замовлені в тій же конфігурації, що і раніше та що інший уряд офіційно не підозрював про плани придбати 36 літаків замість 126. Вони сказали, що дочірнє підприємство Reliance, що отримало офсетний контракт, було недосвідчене та включене за кілька днів до того, як IGA підписав угоду. Арун Джаітлей відмовився від звинувачень. Він заявив, що Моді мав негативний вплив на індійську національну безпеку, скоротивши кількість літаків для придбання з 126 до 36, перед цим не проконсультувавшись з ВПС та Міністерством оборони. The Economic Times заявляв, що придбання 126 машин було відкинуто, так як Dassault не пропонував би найнижчу ціну, якщо HAL виробляв би Rafale по ліцензії, що робило б додаткові затрати на робочу силу. У статті також додавалося, що відмова Dassault забезпечувати гарантію для всіх літаків також було внесено у рішення.
У відповідь на продовження атак з Конгресу, Анур Джейтлі сказав, що Конгрес мав вказати кілька різних цін від 520 до 700 крор. Він запитав, чи розумів Конгрес підвищення цінової формули Dassault у 2007 році, що істотно вплинуло на збільшення ціни у 2015 році. Він сказав, що порівняння цін Конгресом вводило в оману, так як вазової моделі не може бути порівняна з ціною повністю укомплектованої версії. Він додав, що базова модель мала 9 % знижку і загалом була на 20 % дешевшою у IGA після взяття до уваги коливання валют і росту витрат. Він сказав, що Індійський уряд не мав був залучений до відбору приватної компанії як офсетного партнера, так як це було на вибір продавця. Він додав, що угода була підписана після досягнення необхідного схвалення на переговорах, що продовжувались більше року. Міністр закордонних справ писав у замітці, опублікованій The time of India, що хабар у 45 000 крор у контракті з сумою 58 000 крор є малоймовірною. Він сказав, що ціна Dassault була принята на рівні 538 крор без формули підвищення ціни до 737 фунтів стерлінгів у 2015 році. Він додав, що ціна IGA у 670 крор для одного літака відображала 9 % знижку у ціні. Він писав, що додаткові предмети потребували для виробництва літака у ранішій угоді, що загалом вартувала 2023 крор і як результат ціна IGA була на 20 % нижчою. Він сказав, що офсетна вартість у 30 000 крор була призначена близко 70 компаніям, включаючи кілька державних фірм, що означало що Reliance не міг отримати прибуток у 45 000 крор з контракту.

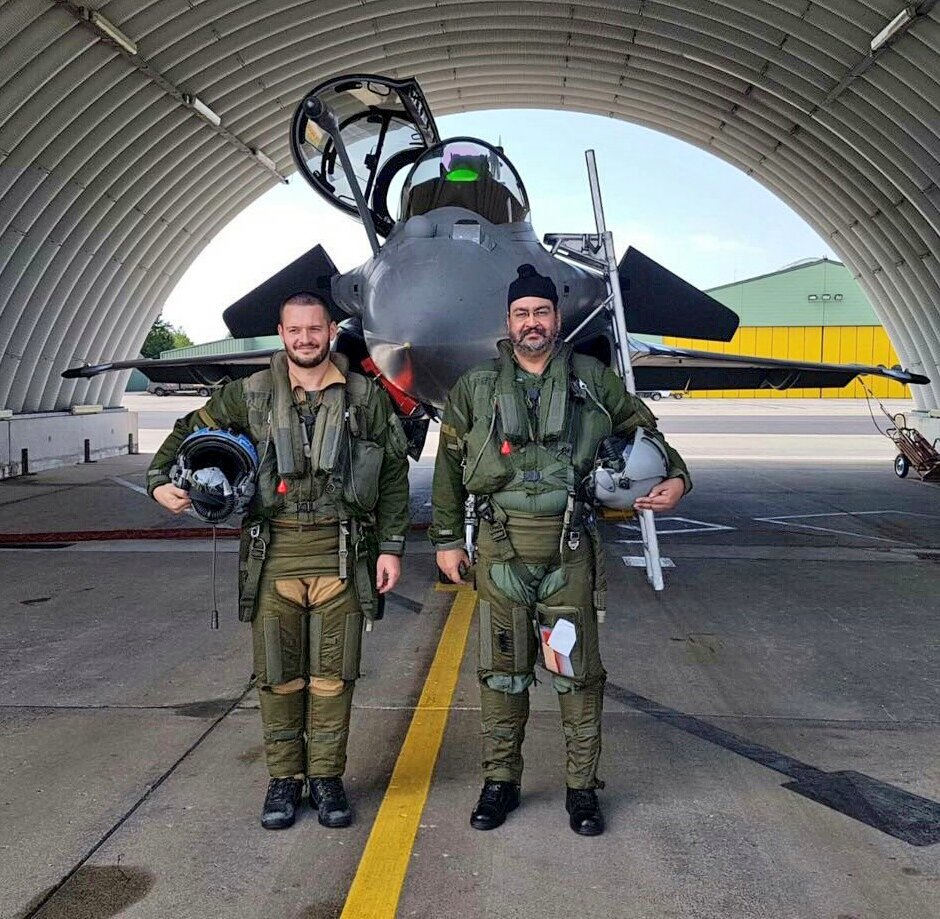
Капітан, маршал Бірендер Сінгх Даноа (праворуч), що стоїть перед Рафале

Застурник командувача повітряних сил Шириш Бабан Део сказав, що скандал став результатом незнання офсетної політики та політики оборонних закупівель. Маршал Рагхунатх Намбіар також висловився на підтримку угоди, сказавши, що люди, які заявляють про підвищення ціни, не розуміли тих деталей, до яких мали доступ Індійські офіцери в результаті участі у цінових переговорах. Він сказав, що ціна IGA була нижчою ніж та, що пропонувалася у 2008 році та що не було надано переваги при розподілі офсетних контрактів. Маршал Шіям Біхарі Прасад Сіндха, колишній член комітету, який встановлював вартість у попередній угоді, заявив, що вона провалилася через суттєву різницю між HAL та Dassault у питанні переходу технологій та праві власності виробництва. Маршал Дханоа сказав, що було кілька претендентів для придбання двох ескадриль літаків за міжурядовою угодою, коли повітряні сили мали дефіцит літаків. Він додав, що різниця буде компенсована за рахунок придбання 114 літаків. Інші офіцери сказали, що уряд примушував офіцерів брехати про угоду.
Нірмала Сітхараман говорила, що попередня угода знижувала вартість локалізованих літаків, яка могла значно зрости і бути більшою ніж вартість літаків, вироблених у Франції. Вона додала, що Dassault відмовив у гарантії на літаки і HAL не міг отримати гарантію. Вона заявила, що цифра у 526 крор, пропонована Конгресом, відображала базову вартість літака та не включала вартості зв'язаних елементів для того, щоб зробити літак боєздатним. Колишній голова HAL казав, що його підприємство мало змогу виробляти літаки, але поступилося цим, через що бажана вартість могла бути не досягнута. Він також додав, що HAL міг гарантувати літаки та що Dassault та HAL підписали угоду про розподіл частин роботи, яка була представлена уряду. Рауль Ганді нагадав про звіт Раджи та звинуватив Сітхараман у брехні. Неназвані урядові джерела, цитовані виданнями Indo-Asian News Service та United News of India заявили, що звіт Раджи був некоректним, так як HAL написав уряду у жовтні 2012 та липні 2014 стосовно розбіжностей між HAL і Dassault у роботі та розподілу відповідальності. Вони додали, що HAL та Dassault також не могли узгодити кількість людських годин, необхідних для побудови літаків.
24 вересня 2018 року лідери Конгресу зустрілися із Чаударі, попросивши його розпочати розслідування стосовно угоди щодо Rafale. Вони також двічі зустрічалися із Раджею Мехріші, 19 вересня та 4 жовтня 2018 року, та попросили його провести судовий аудит угоди Rafale. Самаджваді Паті та Ахілеш Ядав приєдналися до Конгресу щодо вимоги розслідування у спільному парламентському комітеті. Прес-секретар Самбіта Патри заявив що попередня угода не могла перенести термінову оплату.